# Giovanni Girolamo Savoldo

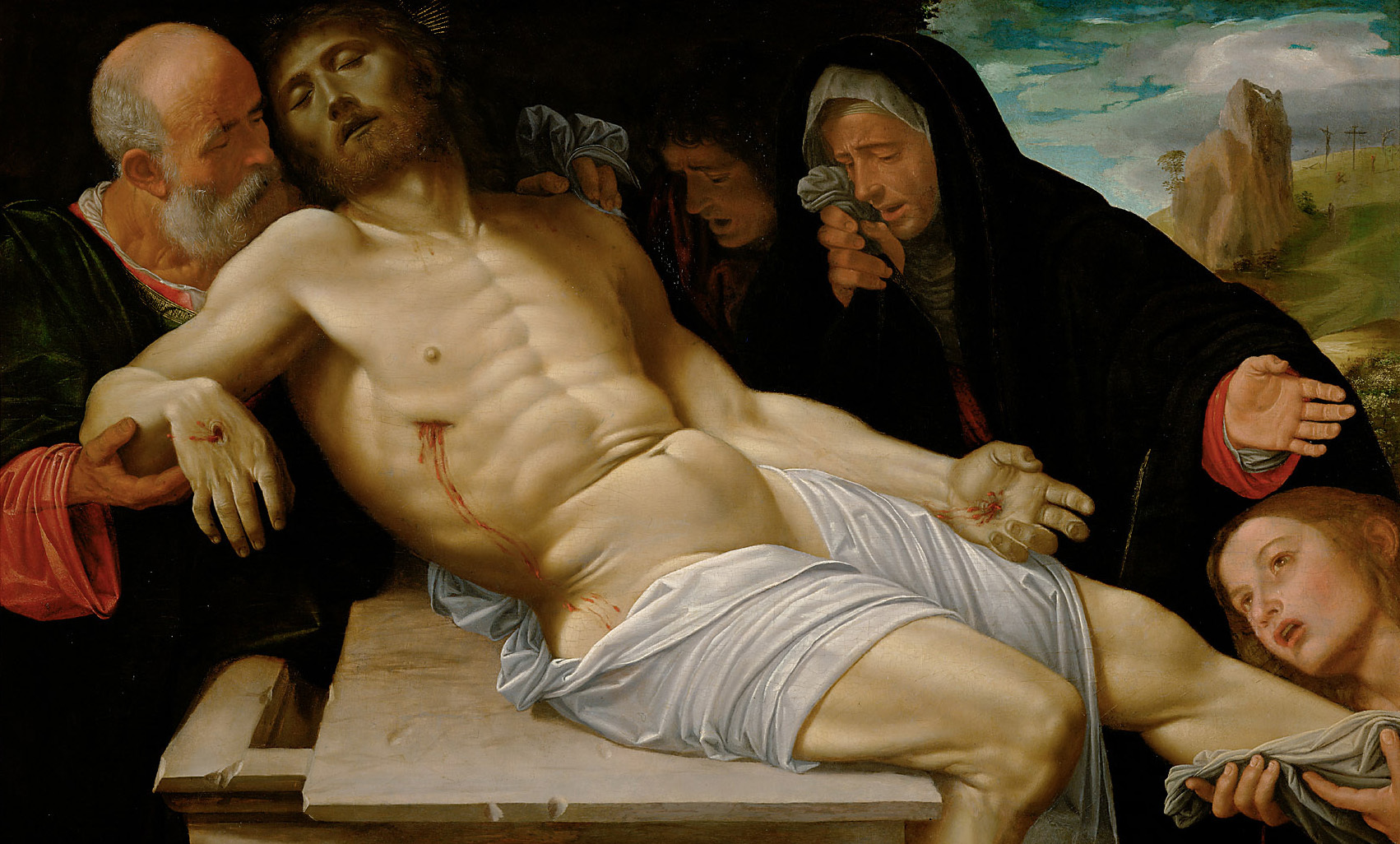
Pietà

Givan Gerolamo Savoldo, também chamado Girolamo da Brescia (Bréscia, c. 1480-Veneza,1485) foi um pintor da Alta Renascença italiana.

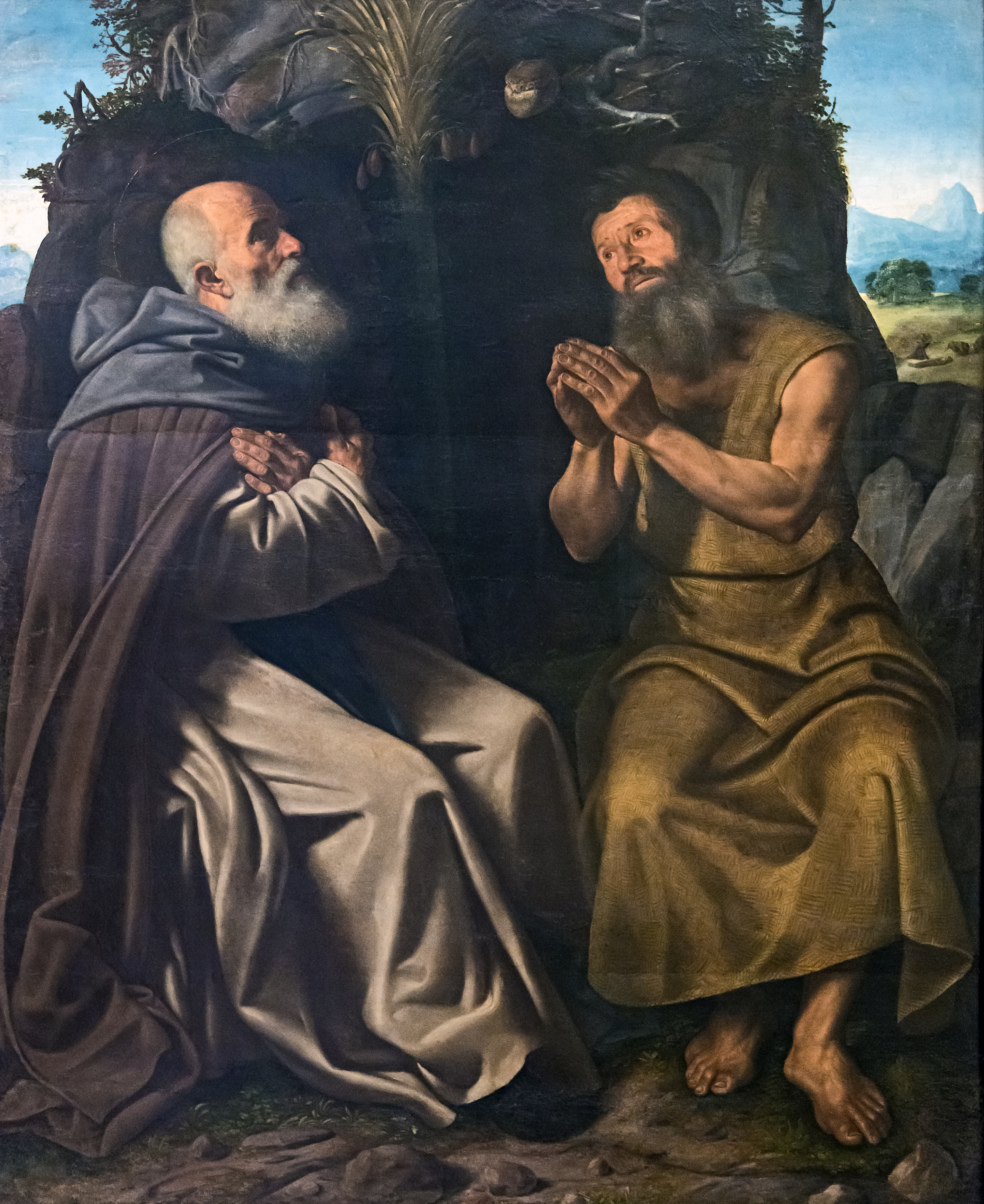
Os Santos Eremitas António Abade e Paulo

Savoldo nasceu na Bréscia, mas pouco se sabe sobre seus primeiros anos. Em 1506, ele estava em Parma, e em 1508, juntou-se à guilda de artistas de Florença. Foi para Veneza em 1520. Passou alguns anos em Milão e casou-se com uma mulher holandesa.
Suas pinturas mostram influências ecléticas, usando as cores de Veneza e as cores da Lombardia para obter um lirismo calmo. Influenciou-se por Ticiano, Lorenzo Lotto,  Cima da Conegliano e pintores flamengos.

## Obras
- Quadri di notte e di fuochi (Quadros de noites e fogo) para a Casa da Moeda de Milão[1].
- Os Santos Eremitas António Abade e Paulo(1515)[1].
- Tobias e o Anjo[1].